# Knightsbridge
Knightsbridge es un exclusivo barrio residencial y comercial al oeste del centro de Londres. La carretera corre a lo largo de la parte sur de Hyde Park, al oeste de Hyde Park Corner, que abarca la Ciudad de Westminster y el Royal Borough of Kensington and Chelsea. Hasta Brompton Road, una parte es de A4 arterial road, mientras que el resto forma parte de A315.
El epónimo distrito comprende las áreas que rodean Knightsbridge (la carretera) en el norte, Sloane Street a su cruce con Pont Street, y Brompton Road a su cruce con Beauchamp Place. El distrito se caracteriza por ser una zona upmarket, y por sus puntos de venta de lujo, como Harrods y Harvey Nichols.
Para la planificación estratégica, la zona es identificada como uno de los dos centros internacionales en el London Plan.

## Historia
Knightsbridge fue un pequeño pueblo fuera de la ciudad de Londres, entre los pueblos de Chelsea, Kensington y Charing. En los tiempos de Eduardo I, el distrito de Knightsbridge perteneció a la abadía de Westminster. Fue nombrado así por un cruce del río Westbourne, que ahora es un río subterráneo. De acuerdo con la leyenda, dos caballeros lucharon sobre dicho puente a muerte, y de ahí esta denominación: "Knights", caballeros, y "Bridge", puente: el "Puente de los Caballeros", por lo tanto. Se dice que los ciudadanos de Londres se reunieron con Matilde de Inglaterra en el Knight's Bridge en 1141.

## Economía

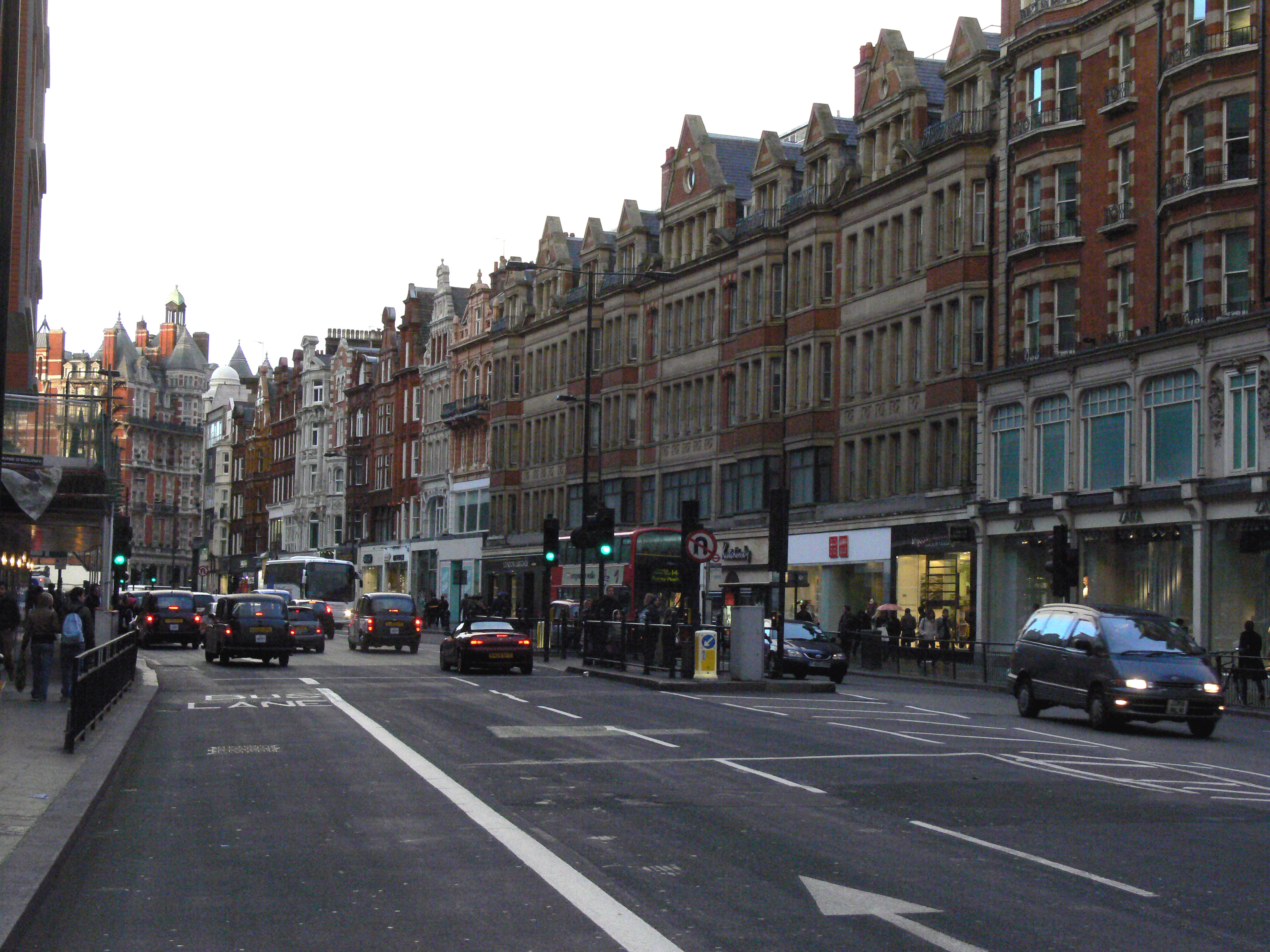
Calle de Knightsbridge.

Knightsbridge es residencia de muchas tiendas caras, incluidos los grandes almacenes Harrods - la más grande de Europa, propiedad de Mohamed Al-Fayed, Peter Jones - la tradicional Sloane Rangers, y Harvey Nichols - famosa por las travesuras de Edina Monsoon y Patsy Stone en la serie de la BBC Absolutely Fabulous. Knightsbridge se considera el centro de las tiendas insignia de muchos británicos y de casas de moda internacionales. Los renombrados diseñadores de calzado Jimmy Choo y Manolo Blahnik tienen su sede aquí. Hay dos tiendas de Chanel en la zona, junto a bancos para personas de gran patrimonio, incluyendo Coutts -. Algunos de los más renombrados restaurantes de Londres están aquí, al igual que exclusivos salones de belleza, antigüedades y anticuarios, y un elegante conjunto de bares y clubes. Aquí también están las embajadas de Francia y de Libia en el Reino Unido.